# Фосгенування
Фосгенування (англ. phosgenization, рос. фосгенирование) — уведення фосгенового залишку в органічні молекули при їхній взаємодії з фосгеном, в т.ч. каталітично, з утворенням зв'язків >N–CO–, –N=C=O, >С–СО– та ін. (карбонатів та хлоркарбонатів ROCOCl, ціанатів, ізоціанатів, ароматичних кетонів). 